# 동대문구 을 (1958년 선거구)
동대문구 을은 대한민국의 옛 국회의원 선거구였다. 당시 서울특별시 동대문구의 일부 지역을 관할했다.

## 역사
제4대 국회의원 선거를 앞두고 동대문구 선거구가 갑, 을로 분구되면서 신설되었다.
1963년, 양주군 구리면의 일부 지역(상봉리·중화리·묵동리·신내리·망우리)이 편입됨에 따라 제6대 국회의원 선거부터 해당 지역들을 관할하게 되었다.
제9대 국회의원 선거를 앞두고 동대문구 갑, 을 선거구가 동대문구 선거구로 통합되면서 폐지되었다.

## 역대 국회의원
| 선거   | 정당 | 정당   | 의원   |
| ------ | ---- | ------ | ------ |
| 1958년 |      | 민주당 | 이영준 |
| 1960년 |      | 민주당 | 이영준 |
| 1963년 |      | 민정당 | 이영준 |
| 1967년 |      | 신민당 | 장준하 |
| 1971년 |      | 신민당 | 유옥우 |

## 역대 선거 결과

### 대한민국 제4대 국회의원 선거
|  | 50.27% |

|  | 19.14% |

|  | 9.81% |

|  | 6.70% |

|  | 3.71% |

|  | 2.91% |

|  | 2.64% |

|  | 2.41% |

|  | 2.37% |

### 대한민국 제5대 국회의원 선거
|  | 59.90% |

|  | 15.81% |

|  | 7.16% |

|  | 6.78% |

|  | 6.16% |

|  | 4.17% |

### 대한민국 제6대 국회의원 선거
|  | 38.82% |

|  | 26.64% |

|  | 22.33% |

|  | 3.58% |

|  | 2.12% |

|  | 1.76% |

|  | 1.71% |

|  | 1.67% |

|  | 1.33% |

### 대한민국 제7대 국회의원 선거
|  | 59.62% |

|  | 36.93% |

|  | 0.91% |

|  | 0.56% |

|  | 0.56% |

|  | 0.56% |

|  | 0.55% |

|  | 0.27% |

### 대한민국 제8대 국회의원 선거
|  | 50.43% |

|  | 48.68% |

|  | 0.33% |

|  | 0.32% |

|  | 0.21% |